# Köpman
En köpman är en näringsidkare som bedriver handel med varor som framställs av andra, för att tjäna vinst. Köpmannens ställning har varierat under olika tider i historien och mellan olika samhällen. 

## Historia
Förr var förutsättningen för att vara verksam som köpman vanligen att man erhöll borgarrättigheten i form av burskap. Köpmännen utgjorde borgerskapets elit och kunde ibland styra hela nationer. Exempel är stadsrepubliker såsom Venedig och hansestäderna Hamburg, Lübeck och Bremen.

## Sverige
I Sverige användes termen under 1900-talet i juridiska sammanhang. Köpman definierades som en person som var bokföringsskyldig enligt bokföringslagen och som genomförde handelsköp . Lagen gjorde då skillnad på handelsköp och vanliga köp men denna distinktion finns inte längre.

## I film och konst
- Köpmannen i Venedig
- Huset Buddenbrook

## Efternamn från köpman
Köpman har gett upphov till ett mycket vanligt efternamn: Kaufman, Kaufmann eller Kauffmann i tyskspråkiga områden och Chapman i engelskspråkiga områden.